# 夢の介ラブ♡ランド
『夢の介ラブ♡ランド』（ゆめのすけラブランド）/『夢の介シリーズ』は岸裕子による日本の連作読み切り漫画作品群。『別冊少女コミック』（小学館）に掲載された後、主として『ボニータ』（秋田書店）に掲載された。

## 概要
『玉三郎恋の狂騒曲』終了後に岸裕子が新たに創造した主人公、仏光寺夢の介を中心とするシリーズで、「やっと明るいニューハーフの時代がやってまいりまして、胸をはってこ－ゆうお話が描けるようになった」として発表された作品群である。もっとも別冊少女コミック時代のシリーズの主人公は夢の介の姉、弥生とその恋人である隼手であり、名実ともに夢の介が主人公になったのは、ボニータ誌に移籍してから2作目のことであった。また初期の作品は「月」の名前が含まれるようにタイトルが統一されていた。
夢の介は作者の憧れであり、相手役の日の本一は連載当時の作者の理想の恋人像である。また岸裕子の描く主人公は基本的に自己本意な受身のようでいて、恋人に献身的に尽くすタイプの主人公が多く、この夢の介の場合も本質はそうなのだが、快楽主義の性格でもあり、相手を振りまわし、翻弄するという行動をしばしば見せ、恋人と対等であるところを示している。

## 登場人物
仏光寺夢の介（ぶっこうじ ゆめのすけ）
シリーズ全体の主人公の少年。私立那智高校の生徒。通称は「夢」。お下げリボンの長髪だったが第1話で髪を切り金髪パーマをかけ、以後ずっとその髪型のままである。猫の目を持つ、娼婦の感性の持ち主であり、恋人である日の本に隠れてたびたび他の男性と浮気をする。だが、本心では彼のことを心より慕っており、自分は誰のものでもないけれども、自分がいつも一緒にいたいのは大好きな人のそばだと言い、日の本を喜ばせている。日の本の命の危機の際には泣き叫び、身を挺して彼を守ろうともしている。優しい性格でもあり、姉の弥生と隼手のほか、多くのカップルを両思いにさせており、弥生のことで悩む隼手の相談にたびたび乗ってもいる。子供好きでもある。
初期は背が高く描かれていたが、次第に小柄な背丈であるかのように変わってきている。
仏光寺弥生（ぶっこうじ やよい）
シリーズ当初の主人公の少女。夢の介の双子の姉。学業優秀で、夢の介とは別の女子校に通っていたが、金髪パーマヘアーになった弟を見て、監視のために同じ学校に入学する。第1話で晴れて隼手と両思いになり、弟のアドバイスで美人になり、ほかの男子からもてるようになる。一方で夢に似て浮気症なところもあり、道端で助けて貰った青年に一目惚れしかけたり、父親の紹介でお見合いをした相手と、隼手をやきもきさせるために付き合う仕草を見せたりもし、そのたびに夢の介に相談に乗って貰ったりもしている。
日の本一（ひのもと はじめ）
夢の介の恋人で、私立那智高校の家庭科教師。同性愛者。夢の介の起こすトラブルでたびたび悩まされ、お仕置きをし、場合によっては暴力を奮うこともある。お人好しで単純な性格でもあり、フェミニストでもある。夢の介のために25年ローンのマンションを購入し、美少年には庶民感覚は必要ない、と主張する。マンションの中で夢の介とともに情事の芝居をするのが趣味で、隼手の不在中の生徒会室でも同様のことをしている。学生時代は沢田研二郎とともに家庭教師先の相手を籠絡するということもしていたようである。祖父は大企業の社長で、一を後継者にすることも考えていた。夢同様、子供好きで、隼手と弥生から子供が生まれたら一人を養子に欲しいとも願っていた。
緑川隼手（みどりかわ はやて）
弥生の婚約者で、シリーズ当初の中心人物。那智高校の生徒会長を2年連続で勤めている。一見すると美少年だが、日の本に言わせると、「ひと山いくらのふつうのハンサム」でプラスαがないという。弥生のことでしばしば夢の介に相談し、夢の介は隼手が困るのは良いが、姉が悲しむのは見たくないという理由で、たびたび相談に乗ってあげている。その一方で弥生をめぐって決闘をしようとしたり、夢が変装した美女に迫られても自分には恋人がいると言って拒絶するなど、弥生への思いは本物で、その点で夢の介を敬服させている。キスが下手。一度、霊魂に取りつかれて、夢の介にキスをしようともした。
沢田研二郎（さわだ けんじろう）
日の本の大学時代からの友人で、あだ名はジュリー。登場は第3話『気分はさかりのカンナ月』から。夢の介のことを霧丸という、女性に走った元恋人の名で呼び、日の本と張り合うようになる。押しかけで那智高校の用務員になる。霊感の強い体質でもあり、霊に乗っ取られた夢の介を助けたこともある。父親はホテル会社の社長で、その会社の副社長も勤めている。
名前の通り、沢田研二をモデルにしたキャラクターである。
バー「クリスタル」のバーテンダー
夢の介に憧れていた青年。緑川隼手のライバル、源氏光に買収されて夢の介に薬を飲ませ、自宅に連れ込んで関係を持つ。以後、たびたび夢の介にかかわるようになり、日の本に惚れたいとこの衣子に頼まれ、夢の介と日の本との仲を裂く協力をしたこともある。
那智高校校長
40歳で独身。日の本のライバルの一人で、お菓子をだしにして夢の介を校長室に呼び出し、夢の介をものにしようと企んでいる。いいかげんな性格で、洋服を脱いで女子を誘惑する足柄金太郎や、夢の介を追いかけて英語教師になり、授業をせずに毎日テストしかしない紫清弦を無条件で採用し、隼手からの抗議を受けている。
仏光寺教授
夢の介・弥生の父親で、大学教授。ロマンスグレーと大学では言われている。弥生に知り合いの料亭の息子の家庭教師や学長の頼みでお見合いを頼んだりもし、一方で息子の夢の介に「楽しみもほどほどにしとかないとからだに悪いですよ」と、息子のしていることをすべて知っているかのような言動をはく。

## 作品
1. 弥生三月花咲き月（別冊少女コミック1980年3月号）
2. 八月恋は乱れ月（別冊少女コミック1980年8月号）
3. 気分はさかりのカンナ月（ボニータ1981年10月号）
4. 11月の夢もよう（ボニータ1981年12月号）
5. 雪の降る夜は（ボニータ1982年新年号）
6. 恋のトラブル♡メーカー（ボニータ1982年3月号）
7. 恋の信号赤青きいろ（ボニータ1982年5月号）
8. 季節はずれの恋吹雪（ボニータ1982年7月号）
9. ベビィ♡ショック（ボニータ1982年9月号）
10. ラブ♡パニック（ボニータ1982年11月号）
11. 青バラ（ブルーローズ）ブルース（ボニータ1983年新年号）
12. 恋してアーメン（ボニータ1983年3月号）
13. センチメンタル♡メモリー（ボニータ1983年5月号）
14. 花ざかり夢ざかり（ボニータ1983年7月号）
15. 夢人形（ドリーム・ドール）（ボニータ1983年9月号）
16. バラ色エレジー（ボニータ1983年11月号）
17. ネコ♥ニャンニャン（ボニータ1984年2月号）
18. いちぬけた！（ボニータ1984年5月号）
19. バイバイ♡エブリバディー（ボニータ1984年8月号）

- 先祖がえり（JUNE№21、1985年発売）※ひとみコミックス『夢車』に収録

## 書誌情報
- 『夢の介ラブ♡ランド』秋田書店、ボニータコミックス、1982年 - 1984年、全4巻